# Berberiet
Berberiet är en äldre benämning på staterna Tripolis, Tunisien, Algeriet och Marocko i Nordafrika väster om Egypten och norr om Sahara. Namnet kommer av huvudbefolkningen, berberna. Dessa stater kallades även barbareskstaterna och under medeltiden Barbariet.